# SCOBY

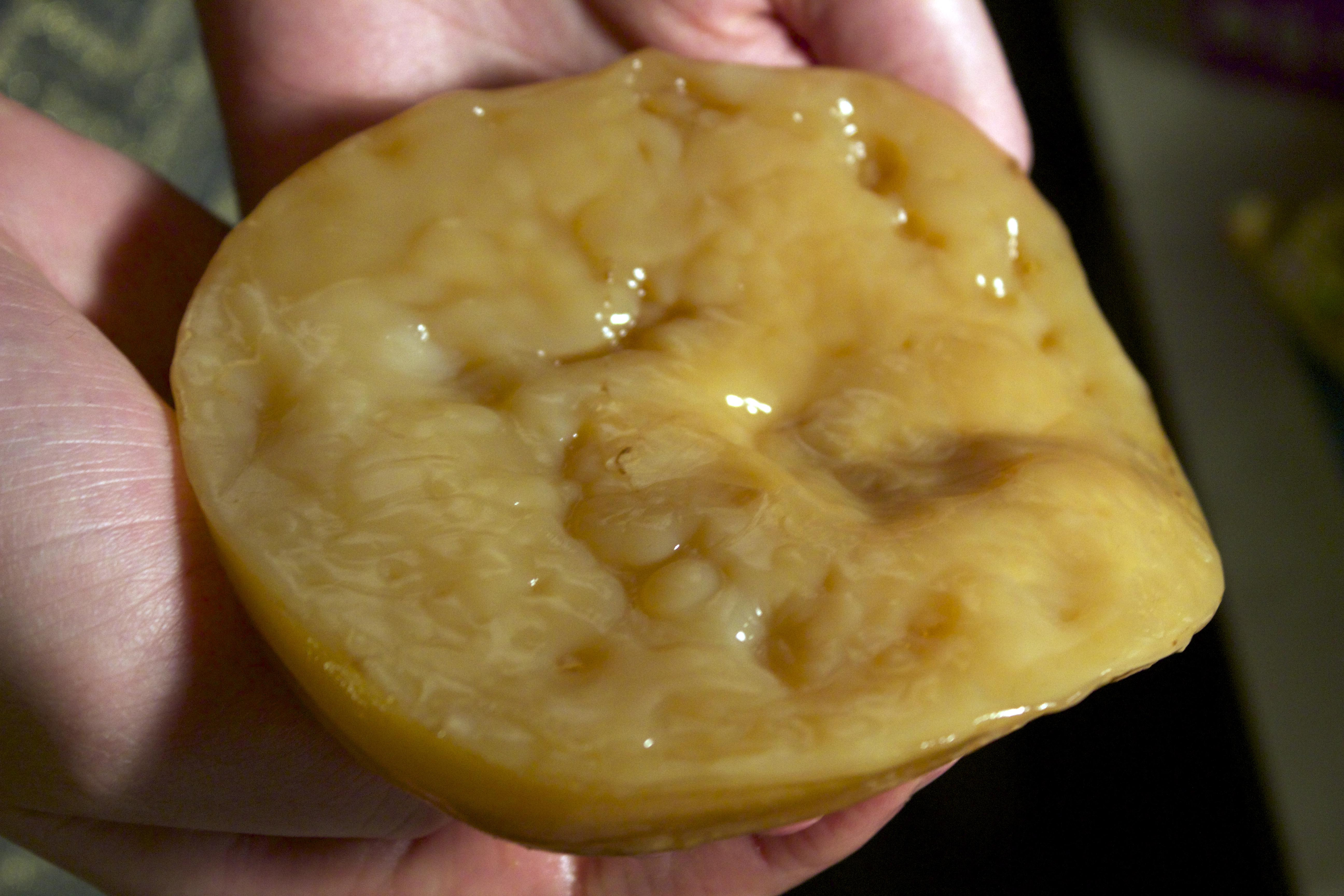
Un SCOBY utilizado para kombucha.

SCOBY es un acrónimo de la colonia simbiótica de levaduras y bacterias (del inglés: Symbiotic Culture Of Bacteria and Yeast), que se utiliza en la producción de varias bebidas y alimentos. Los ejemplos incluyen:
- Kéfir[2]
- Kombucha[1][3]
- Madre del vinagre
- Masa madre
- Planta de cerveza de jengibre
- Tibicos

## Composición y acción
Las especies que comprenden los cultivos mixtos varían de preparación en preparación, pero generalmente incluyen especies bacterianas del género Acetobacter, así como varias especies de Saccharomyces y otros tipos de levadura.
Dentro de un cultivo , pueden realizarse simultáneamente la fermentación anaeróbica de etanol (por la levadura), la fermentación anaeróbica de ácido orgánico (por bacterias) y la oxidación aeróbica de etanol a acetato (por bacterias) a lo largo de un gradiente de oxígeno.

## Propagación y reproducción
Los SCOBY (exceptuando los nódulos de kéfir y tibicos) pueden ser cultivados a partir de las soluciones (la bebida) no filtrada así como de porciones de SCOBY.
En cambio, debido a que los nódulos de kéfir y tibicos solo se puede cultivar a partir de la división de otros nódulos previamente cultivados, tradicionalmente los nódulos han pasado de unas manos a otras de forma gratuita.